# 宗教考古学
宗教考古学（しゅうきょうこうこがく）とは、欧米においては聖書考古学、日本においては仏教考古学がある。

## 聖書考古学
聖書考古学は、旧約聖書の基本となるような出来事を確認できる紀元前2000年紀頃から新約聖書の成立頃までを範囲とする。地理的にはパレスチナ及びその周辺となる。旧約聖書に記された都市遺跡の発掘、教会や教団の存在した地域の調査を行っている。1947年に、死海西岸の洞穴で発掘された「死海文書」は有名である。

## 仏教考古学
仏教遺跡・遺物に関して、伽藍配置の研究、経塚や仏具の研究が中心となっている。

## 神道考古学
また、日本には神道考古学もある。神道に関する祭祀遺跡や遺物を研究する学問である。